# یون تای-ایل
یون تای-ایل (انگلیسی: Yoon Tae-il؛ زادهٔ ۱۹ نوامبر ۱۹۶۴) بازیکن هندبال اهل کره جنوبی است.
از باشگاه‌هایی که در آن بازی کرده‌است می‌توان به اشاره کرد.